# Кальсин, Владимир
Владимир Кальсин (род. 15 октября 1958) — советский казахстанский легкоатлет, специалист по бегу на средние дистанции. Выступал на всесоюзном уровне в конце 1970-х — середине 1980-х годов, серебряный и бронзовый призёр чемпионатов СССР, призёр первенств всесоюзного значения, действующий рекордсмен Казахстана в дисциплине 1500 метров. Представлял Караганду и Алма-Ату, спортивное общество «Трудовые резервы».

## Биография
Владимир Кальсин родился 15 октября 1958 года. Занимался лёгкой атлетикой в Караганде и позднее в Алма-Ате, выступал за Казахскую ССР и добровольное спортивное общество «Трудовые резервы».
Впервые заявил о себе в сезоне 1977 года, когда вошёл в состав советской сборной и выступил на юниорском европейском первенстве в Донецке, где в зачёте бега на 1500 метров с результатом 3:45.3 занял итоговое пятое место.
В августе 1978 года стал четвёртым на соревнованиях в Подольске, установив при этом свой личный рекорд в беге на 1000 метров — 2:19.0.
В июне 1979 года на соревнованиях в Сочи с результатом 3:39.4 закрыл десятку сильнейших в дисциплине 1500 метров.
В 1981 году на зимнем чемпионате СССР в Минске выиграл бронзовую медаль на дистанции 1500 метров.
В 1982 году бежал 1500 метров на чемпионате СССР в Киеве, попасть в число призёров не смог.
В 1983 году на зимнем чемпионате СССР в Москве взял бронзу в дисциплине 1500 метров и получил серебро в дисциплине 3000 метров.
В 1984 году в 1500-метровом беге финишировал четвёртым на Мемориале братьев Знаменских в Сочи и на всесоюзных соревнованиях в Киеве. Во втором случае установил ныне действующий рекорд Казахстана — 3:37.54. На последовавшем чемпионате СССР в Донецке завоевал бронзовую награду в той же дисциплине, уступив только Виктору Калинкину и Виталию Тищенко.